# Salgado de São Félix
Salgado de São Félix est une ville brésilienne de l'est de l'État de la Paraíba.
Sa population était estimée à 12 526 habitants en 2007. La municipalité s'étend sur 196 km2. Elle fait partie de la région géographique d'Itabaiana et se trouve à environ 99km de Recife, capitale de l'Etat voisin du Pernambuc.
Le maire, élu avec 56 % des votes en octobre 2008, est Dr. Adaurio.

## Histoire et origine
Salgado de Sao Félix est une petite ville fondée au XVIIIe Siècle autour de la mission du Pilar, établie par des missionnaires capucins. La première chapelle a été construite en 1876, et la municipalité est créée en 1961.
Le nom Salgado de São Félix provient du "riacho Salgado" (ruisseau salé) qui traverse la région, contenant du calcaire utilisé dans la construction de chaux. "Sao Felix" se réfère à une statue en bois de Saint Félix de Cantalice, apportée par des missionnaires italiens.

## Géographie et Climat
Salgado de Sao Félix est situé dans une zone semi-aride. les températures sont élevées et les pluies irrégulières. On trouve des pâturage et des terres cultivées.

## Économie
L'économie locale repose surtout sur l'agriculture et l'élevage. La culture de l'algodão agroécologique coloré (coton) est un secteur en croissance depuis 2014. La pisciculture, l'élevage de bovins et de porcs, et l'apiculture sont également pratiqués. L'artisanat en papier est une activité importante dans les communautés locales.